# Horas de amor (álbum)
Horas de amor es el decimoprimer álbum de estudio del cantautor español Camilo Sesto. Fue realizado y producido por él mismo, y publicado por Ariola Records el 11 de diciembre de 1979. En él se desprenden los éxitos: "quien será", "has nacido libre", "la culpa ha sido mía", "enamórate de mi", "sabor amargo, dulce amor", "después de ti, nadie", y en la edición española, omiten la canción "quien será" y la sustituyen por "si me dejas ahora". Cabe aclarar que existe el lado b del single "quien será" y se titula "contra el aire", tema inédito del lp.

## Clasificación y ventas
| País   | clasificación | Certificación |
| ------ | ------------- | ------------- |
| España | 6             | Oro           |

El álbum se vendió más de 50.000 copias en España.

## Listado de canciones
Todas las canciones compuestas por Camilo Blanes.
1. "Quien será" - 3'05"
2. "Te esperaré" - 4'00"
3. "Has nacido libre" - 4'33"
4. "Sabor amargo, dulce amor" - 4'29"
5. "Loving You" 4'20"
6. "La culpa ha sido mía" - 3'54"
7. "Después de ti, nadie" - 3'24"
8. "Solo el cielo y tu" - 4'06"
9. "Enamórate de mi" - 3'50"
10. "Come, come again" - 4'35"

## Personal
- Andrea Bronston, Linda Wesley - Voces
- Paula Bass, Susana de las Heras - Voces
- Ángela Carrasco, Sergio Fachelli - Voces
- Agradecimiento especial al Grupo Alcatraz.
- Rene de Coupaud - Arreglos en "Quién Será".
- Alejandro Monroy - Arreglos en pistas 3, 7 y 8.
- D'Arneill Pershing - Arreglos en pistas 4, 5, 6, 9 y 10.
- José M. Augusto - Arreglos en pistas 1 y 2.
- Joaquín Torres, Michael Piccirello - Ingeniería de sonido
- Camilo Sesto - Producción
- † Cortesía de Discos Belter